# Fred Bongusto
Alfredo Antonio Carlo Buongusto, (Campobasso, 6 de abril de 1935 – Roma, 8 de novembro de 2019) foi um músico e ator italiano que teve seu apogeu nas décadas de 1960 e 1970.

## Carreira
Bongusto iniciou com a canção "Bella Bellissima", que foi escrita por sua amiga Ghigo Agosti. Foi lançada em 1960, seguida por Doce doce.[carece de fontes?]
Entre suas mais exitosas canções, se encontram "Malaga", "Una rotonda sul mare", "Spaghetti a Detroit" e "Prima c'eri tu", que ganhou a edição de 1966 de Un Disco per l'estate.[carece de fontes?]
Também foi um sucesso na América Latina, sobretudo no Brasil. Trabalhou com Toquinho e Vinícius de Moraes, e teve músicas gravadas por, entre outros João Gilberto - Malaga.[carece de fontes?]
Em maio de 2005, recebeu a Ordem do Mérito da República Italiana.
Bongusto morreu no dia 8 de novembro de 2019 aos 84 anos.